# Pseudastrobunus
Pseudastrobunus is een geslacht van hooiwagens uit de familie Sclerosomatidae.
De wetenschappelijke naam Pseudastrobunus is voor het eerst geldig gepubliceerd door Martens in 1973. 

## Soorten
Pseudastrobunus is monotypisch en omvat slechts de volgende soort:
- Pseudastrobunus perpusillus